# Sociologia econômica
A sociologia econômica é um ramo da sociologia que busca os elementos socializadores da economia e do mercado. Surgiu em resposta às teorias da economia clássica e neoclássica sobre o Homo economicus e a teoria da escolha racional ao negar que as relações sociais inseridas no mercado visassem somente a satisfação racional e utilitária de interesses individuais.
Vários são os sociólogos e antropólogos que discutem as relações sociais no interior da economia. Uma das críticas centrais à visão da economia clássica é a de que esta teria tomado como modelo de ação aquela objetivada no interior da economia de mercado moderna (i.e. capitalista) e postulado a partir daí que esta seria a base de toda ação humana. Marcel Mauss, por exemplo, mostra como nas sociedades não desenvolvidas/mercantilizadas os povos estabelecem relações de troca pautadas por uma outra lógica que não a mercantil individualista. Nelas, as sociedades primitivas, estabeleceriam tais relações baseadas no que o autor convencionou chamar de princípio da reciprocidade, ou melhor, o dom.